# Julio Romero Garmendia
Julio Romero Garmendia fue un escritor, poeta, farmacéutico y periodista español de finales del siglo XIX y comienzos del siglo XX.

## Biografía
Nacido en la localidad madrileña de Daganzo, estudió Farmacia en la Universidad Central. Fue colaborador de revistas como Blanco y Negro (1892), La Gran Vía (1893), La Ilustración Española y Barcelona Cómica (1894-1896). Relacionado con la localidad cántabra de Castro-Urdiales, fue autor de la letra del «Canto a Castro».